# Leucophaeus modestus
Il gabbiano modesto o gabbiano grigio (Leucophaeus modestus, Tschudi 1843) è un uccello della famiglia dei Laridi.

## Sistematica
Leucophaeus modestus non ha sottospecie, è monotipico.

## Distribuzione e habitat
Questo gabbiano vive in America, dalle coste occidentali della Costa Rica fino alla Terra del Fuoco, sulle Isole Falkland, sulle isole della Georgia del Sud e sulle Sandwich Australi.